# Алі ібн Хаммуд ан-Насир
Алі ібн Хаммуд ан-Насир (*д/н — 22 березня 1018) — 6-й халіф Кордови у 1016—1018 роках. Засновник династії Хаммудідів.

## Життєпис
Походив з берберського роду, ймовірно родинній династії Ідрисідів. У 1010—1013 роках брав участь у боях з Мухаммедом II та Гішамом II на боці Сулаймана, що у 1013 році став новим халіфом. В нагороду за звитягу у 1013 році призначається валі (губернатором) Сеути. Скориставшись заворушеннями, що розпочалися в халіфаті, Алі захопив Танжер, передавши його в управління братові аль-Касіму. У 1017 році захопив міста Альхесірас і Малагу.
У 1016 році рушив на столицю халіфату Кордову, захопив її, стратив халіфа Сулаймана. Після цього його оголошено халіфом з особистим титулом ан-Насир лі-дін Аллах («Захисник релігії Бога»). Намагався справедливістю й неупередженістю привернути на свій бік усі верстви населення. Водночас призначив свого брата Аль-Касім аль-Мамуна валі (намісником) Севільї.
Втім незабаром почалася агітація представників поваленої династії Омеядів. Відбулося суцільне збурення військовиків та населення. В результаті владу ан-Насира була повалено. Його самого вбито 22 березня 1018 року. Владу перейняв Абдаррахман Омеяд.